# Hautvillers-Ouville
Hautvillers-Ouville és un municipi francès situat al departament del Somme i a la regió dels Alts de França. L'any 2007 tenia 435 habitants.

## Demografia

### Població
El 2007 la població de fet de Hautvillers-Ouville era de 435 persones. Hi havia 160 famílies de les quals 28 eren unipersonals (8 homes vivint sols i 20 dones vivint soles), 52 parelles sense fills i 80 parelles amb fills.

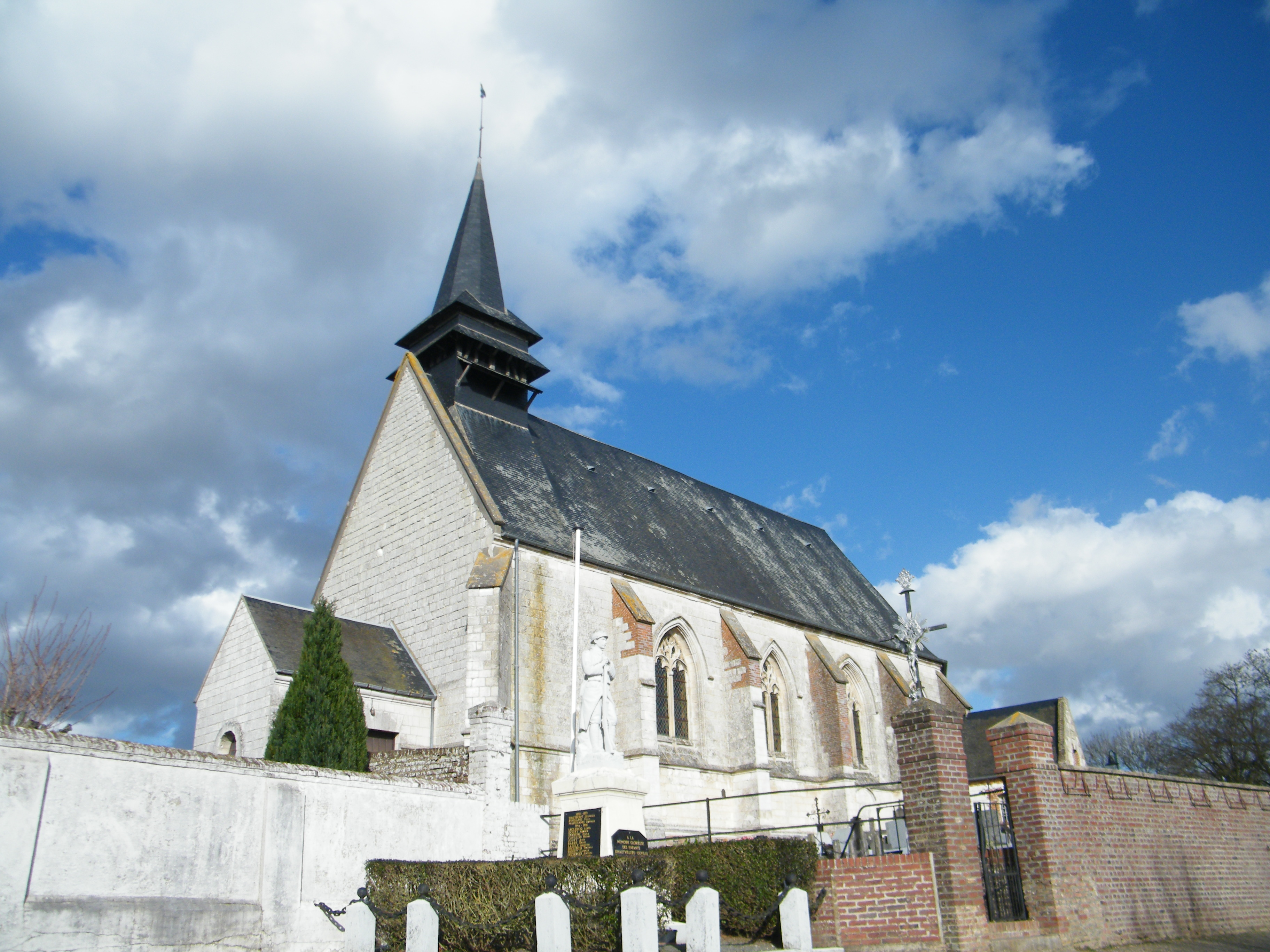

La població ha evolucionat segons el següent gràfic:
Habitants censats

### Habitatges
El 2007 hi havia 173 habitatges, 160 eren l'habitatge principal de la família, 3 eren segones residències i 10 estaven desocupats. 169 eren cases i 4 eren apartaments. Dels 160 habitatges principals, 132 estaven ocupats pels seus propietaris, 27 estaven llogats i ocupats pels llogaters i 1 estava cedit a títol gratuït; 2 tenien una cambra, 5 en tenien dues, 21 en tenien tres, 42 en tenien quatre i 90 en tenien cinc o més. 122 habitatges disposaven pel capbaix d'una plaça de pàrquing. A 53 habitatges hi havia un automòbil i a 89 n'hi havia dos o més.

### Piràmide de població
La piràmide de població per edats i sexe el 2009 era:
| Homes | Edats   | Dones |
| ----- | ------- | ----- |
| 0     | 95 o +  | 0     |
| 0     | 90 a 94 | 0     |
| 0     | 85 a 89 | 0     |
| 4     | 80 a 84 | 8     |
| 8     | 75 a 79 | 8     |
| 8     | 70 a 74 | 4     |
| 8     | 65 a 69 | 0     |
| 16    | 60 a 64 | 12    |
| 8     | 55 a 59 | 8     |
| 12    | 50 a 54 | 8     |
| 16    | 45 a 49 | 8     |
| 16    | 40 a 44 | 16    |
| 28    | 35 a 39 | 28    |
| 4     | 30 a 34 | 12    |
| 8     | 25 a 29 | 8     |
| 8     | 20 a 24 | 8     |
| 16    | 15 a 19 | 24    |
| 8     | 10 a 14 | 4     |
| 16    | 5 a 9   | 8     |
| 0     | 0 a 4   | 16    |

## Economia

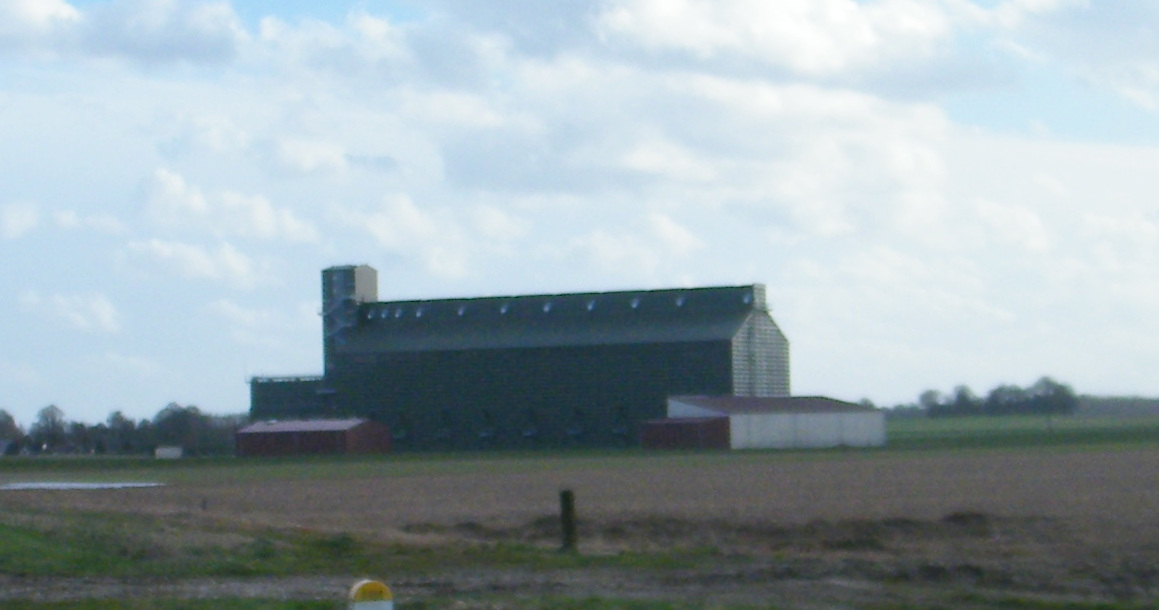

El 2007 la població en edat de treballar era de 279 persones, 218 eren actives i 61 eren inactives. De les 218 persones actives 211 estaven ocupades (112 homes i 99 dones) i 7 estaven aturades (1 home i 6 dones). De les 61 persones inactives 20 estaven jubilades, 24 estaven estudiant i 17 estaven classificades com a «altres inactius».

### Ingressos
El 2009 a Hautvillers-Ouville hi havia 176 unitats fiscals que integraven 486 persones, la mediana anual d'ingressos fiscals per persona era de 18.898,5 €.

### Activitats econòmiques
Dels 14 establiments que hi havia el 2007, 2 eren d'empreses alimentàries, 1 d'una empresa de fabricació de material elèctric, 6 d'empreses de construcció, 3 d'empreses de comerç i reparació d'automòbils, 1 d'una empresa d'hostatgeria i restauració i 1 d'una empresa de serveis.
Dels 4 establiments de servei als particulars que hi havia el 2009, 1 era un paleta, 2 lampisteries i 1 electricista.
L'únic establiment comercial que hi havia el 2009 era una fleca.
L'any 2000 a Hautvillers-Ouville hi havia 9 explotacions agrícoles que ocupaven un total de 620 hectàrees.

## Equipaments sanitaris i escolars
El 2009 hi havia una escola elemental integrada dins d'un grup escolar amb les comunes properes formant una escola dispersa.

## Poblacions més properes
El següent diagrama mostra les poblacions més properes.